# Following
Following (bra Seguinte) é um filme britânico de 1998, dos gêneros drama e suspense, escrito e dirigido Christopher Nolan, em sua estreia na direção.
O filme foi feito com um orçamento muito baixo..

## Sinopse
Sentindo faltar a inspiração, o jovem escritor Bill começa a seguir as pessoas para ver se lhe vem alguma ideia, até que se depara com um ladrão que lhe ensina o ofício.

## Elenco
- Jeremy Theobald como Bill
- Alex Haw como Cobb
- Lucy Russell como Loira
- John Nolan como Policial
- Dick Bradsell como Careca
- Gillian El-Kadi como Dono de Imóveis
- Jennifer Angel como Garçonete
- Nicolas Carlotti como Barman
- Darren Ormandy como Contador
- Tristan Marty como Homem no Bar
- Rebecca James como Mulher no Bar

## Produção
Following foi escrito, dirigido, filmado e coproduzido por Christopher Nolan. Foi filmado em Londres, Inglaterra, com uma câmera 16 mm preto e branca. Nolan usou uma estrutura não linear para o filme, algo que ele usou novamente em Memento, Batman Begins e The Prestige. Essa forma de narrativa, segundo ele, reflete a incerteza do público acerca dos personagens em film noir:
| “ | Em uma história convincente deste gênero nós estamos sempre repensando e avaliando as relações entre os vários personagens, e eu decidi estruturar minha história de um modo para enfatizar o conhecimento incompleto do público de cada nova cena como ela é apresentada. | ” |

Following foi escrito e planejado para ser o mais barato possível, porém Nolan descreveu a produção como "extrema", mesmo para um filme de baixo orçamento. Com pouco dinheiro, equipamento limitado e elenco e equipe que estavam apenas disponíveis nos fins de semana, as filmagens demoraram um ano para serem completadas.
Para economizar dinheiro nos rolos de filme, todas as cenas foram ensaiadas para que a primeira ou segunda tomada pudessem ser usadas na edição final. Na maior parte do tempo, Nolan filmou sem equipamento de luz profissional, usando apenas a luz ambiente. Ele também usou as casas de seus amigos e familiares como locações.

## Crítica
Following recebeu críticas geralmente favoráveis. No site Rotten Tomatoes o filme tem um indíce de aprovação de 76%, baseado em 21 resenhas, com uma nota média de 7,1/10.